# Moble
|  | Per a altres significats, vegeu «Moble (heràldica)». |

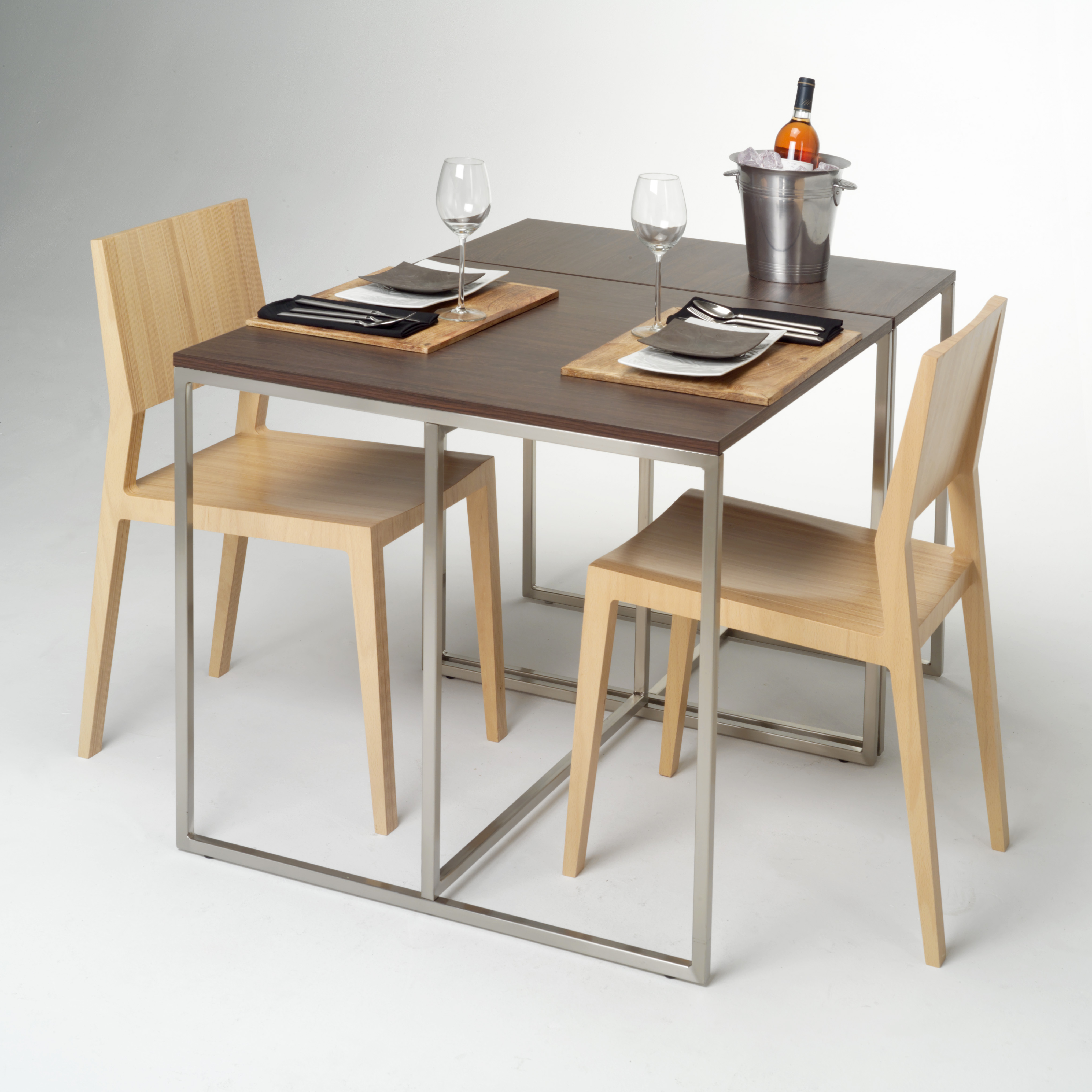
Taula amb dues cadires

Els mobles són els objectes mòbils d'un indret. Segons la seva funció es distingeixen:
- els mobles per emmagatzemar, com els armaris;
- els mobles per suportar el cos humà, com el llit o la cadira;
- els mobles per suportar objectes, com la taula.

El conjunt dels mobles és el mobiliari, el moblatge, el moblam o l'aparament. Solen tenir una funció decorativa o artística, en el sentit que el mobiliari dona un estil propi a l'espai que omple, sigui una casa, l'espai públic o la seu d'una institució.
La periodització de la història del mobiliari rep les mateixes denominacions que les empleades a la història de l'art, els mobles comparteixen amb les obres d'art arquitectòniques, pictòriques i escultòriques gran part de les seves característiques formals, amb les limitacions que permeten el seu caràcter artesanal. Mentre la pintura i l'escultura poden tenir un camp de fantasia il·limitat, els mobles estan necessàriament subjectes a certes normes físiques d'estabilitat, adequació a l'ús i proporció al cos humà, que comparteix amb l'arquitectura.
La pràctica d'utilitzar objectes naturals com a mobles rudimentaris probablement data de l'inici de la civilització humana, i és probable que els primers humans hagin utilitzat les soques dels arbres com a seients, les roques com a taules rudimentàries i les zones amb molsa per dormir. Al final del Paleolític o el Neolític primerenc, des de fa uns 30.000 anys, la gent va començar a construir i tallar els seus propis mobles, utilitzant canyes, fusta, pedra, metalls, palla i ivori. L'evidència més antiga de l'existència de mobles construïts és una Venus trobada al jaciment de Gagarino a Kazakhstan, que representa la deessa en posició asseguda, en un tron. Una estàtua similar d'una dona asseguda es va trobar a Catal Huyuk a Turquia, datada entre els anys 6000 i 5500 aC. La inclusió d'aquest seient a les figuretes implica que ja eren artefactes comuns d'aquella època.

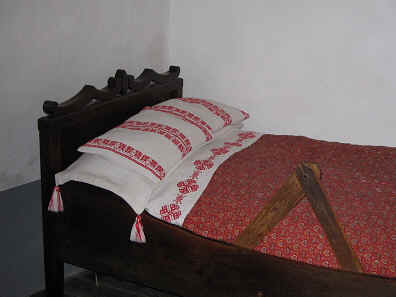
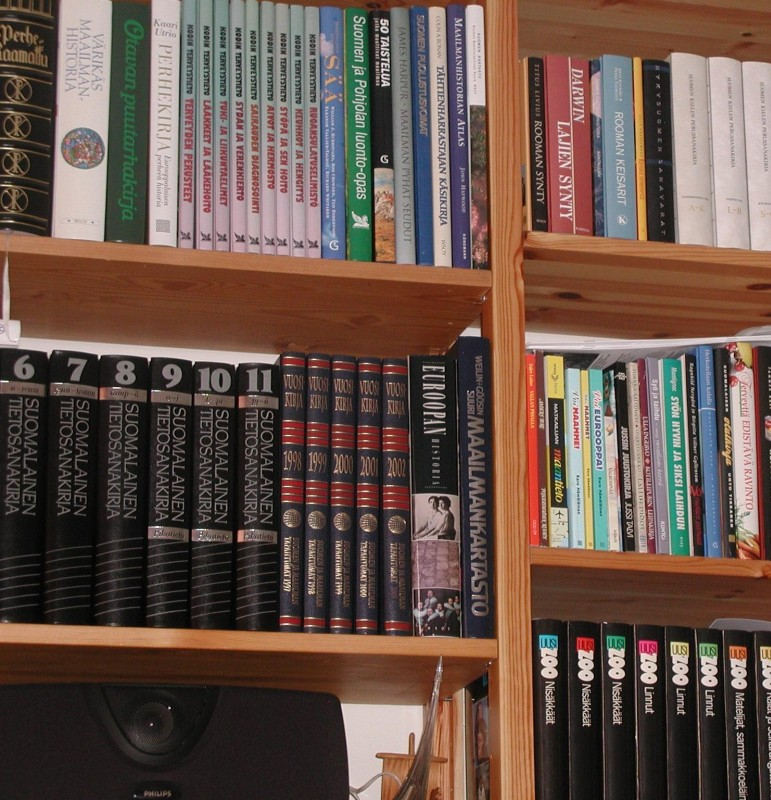
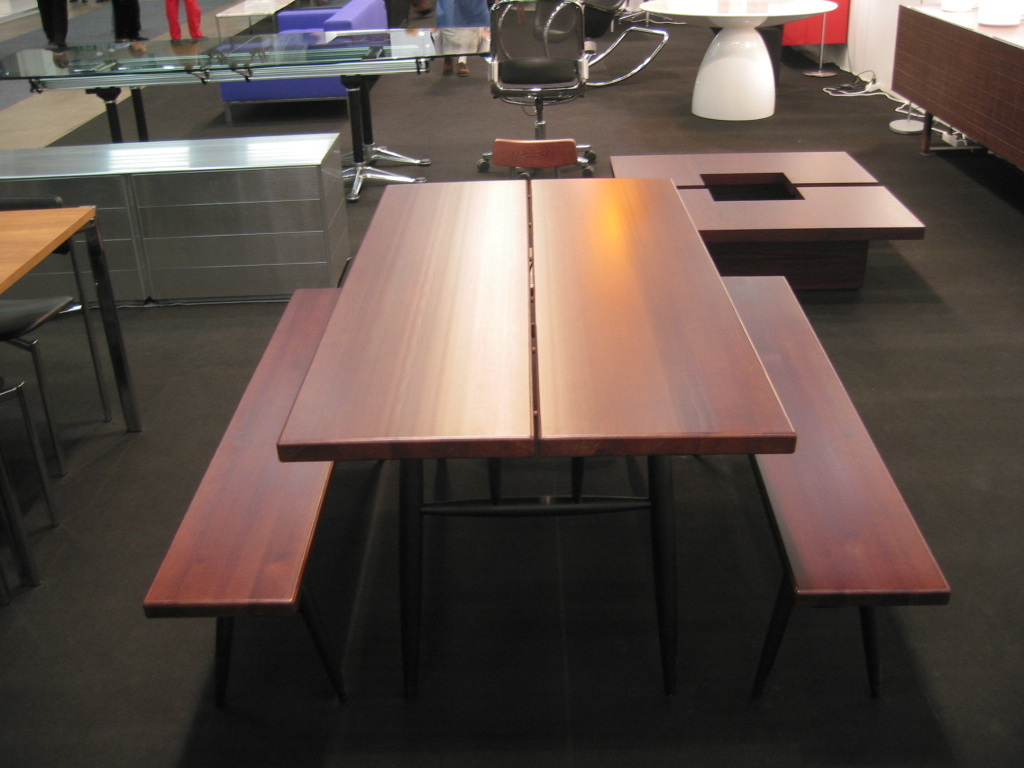
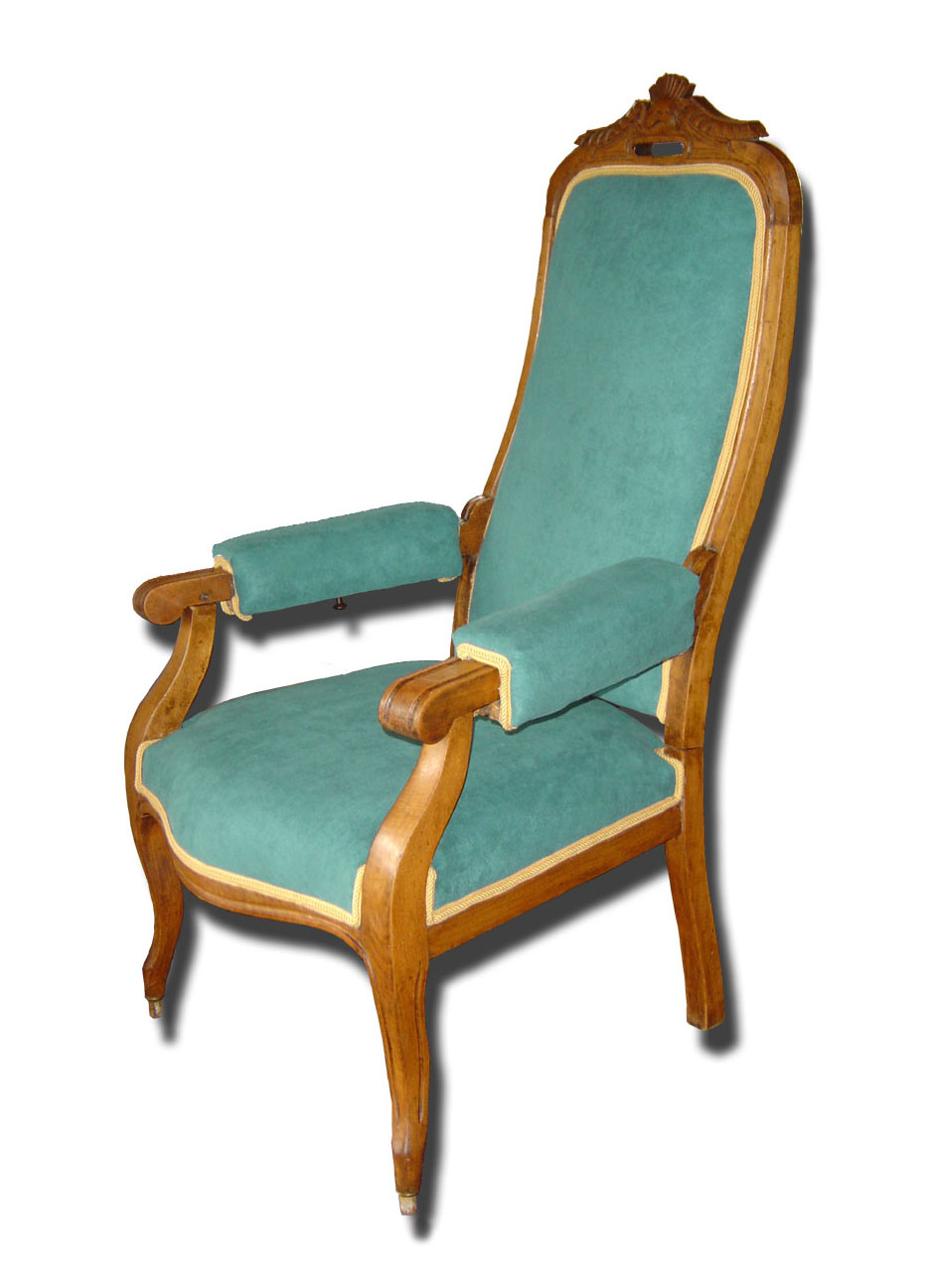
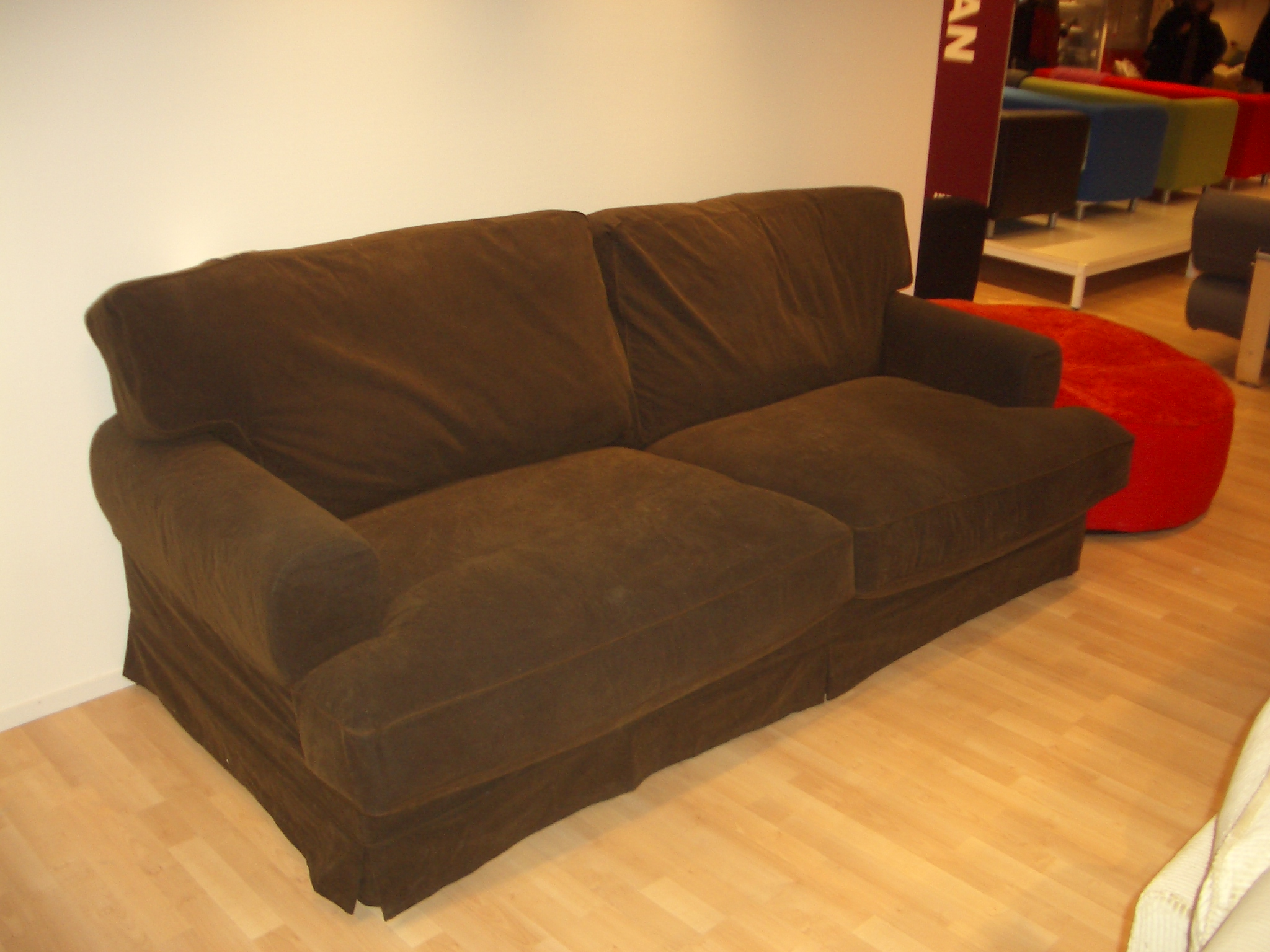
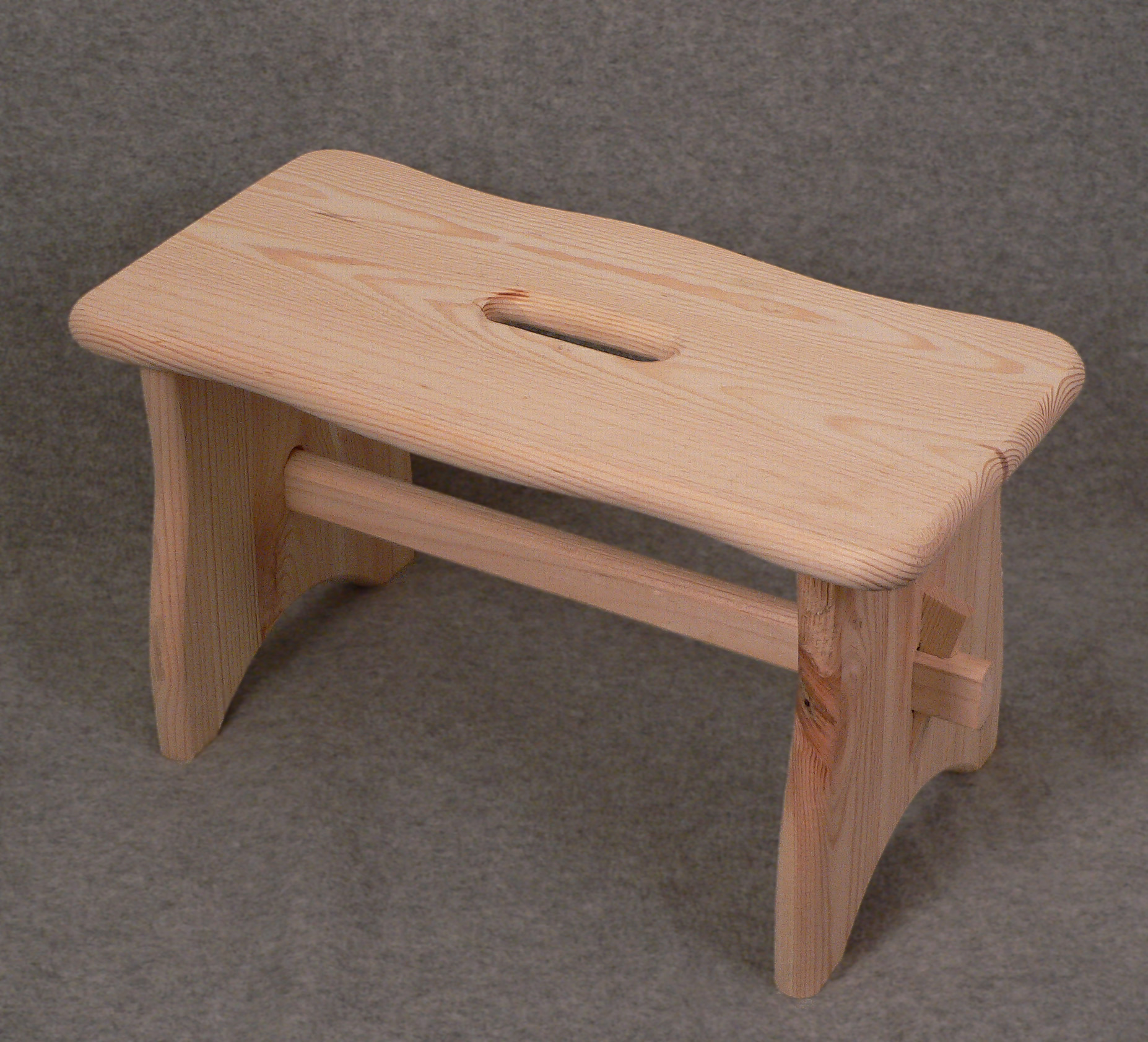
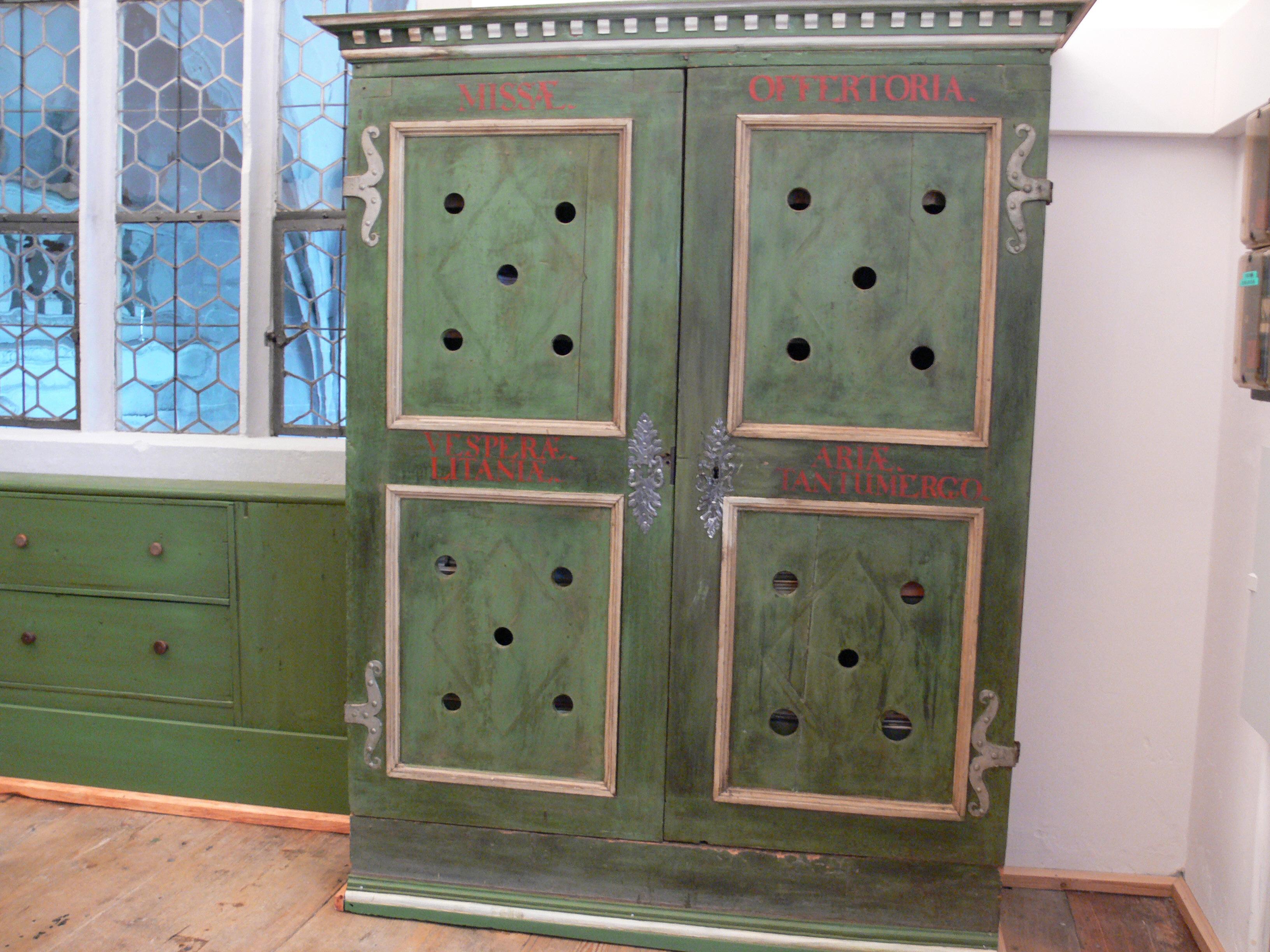
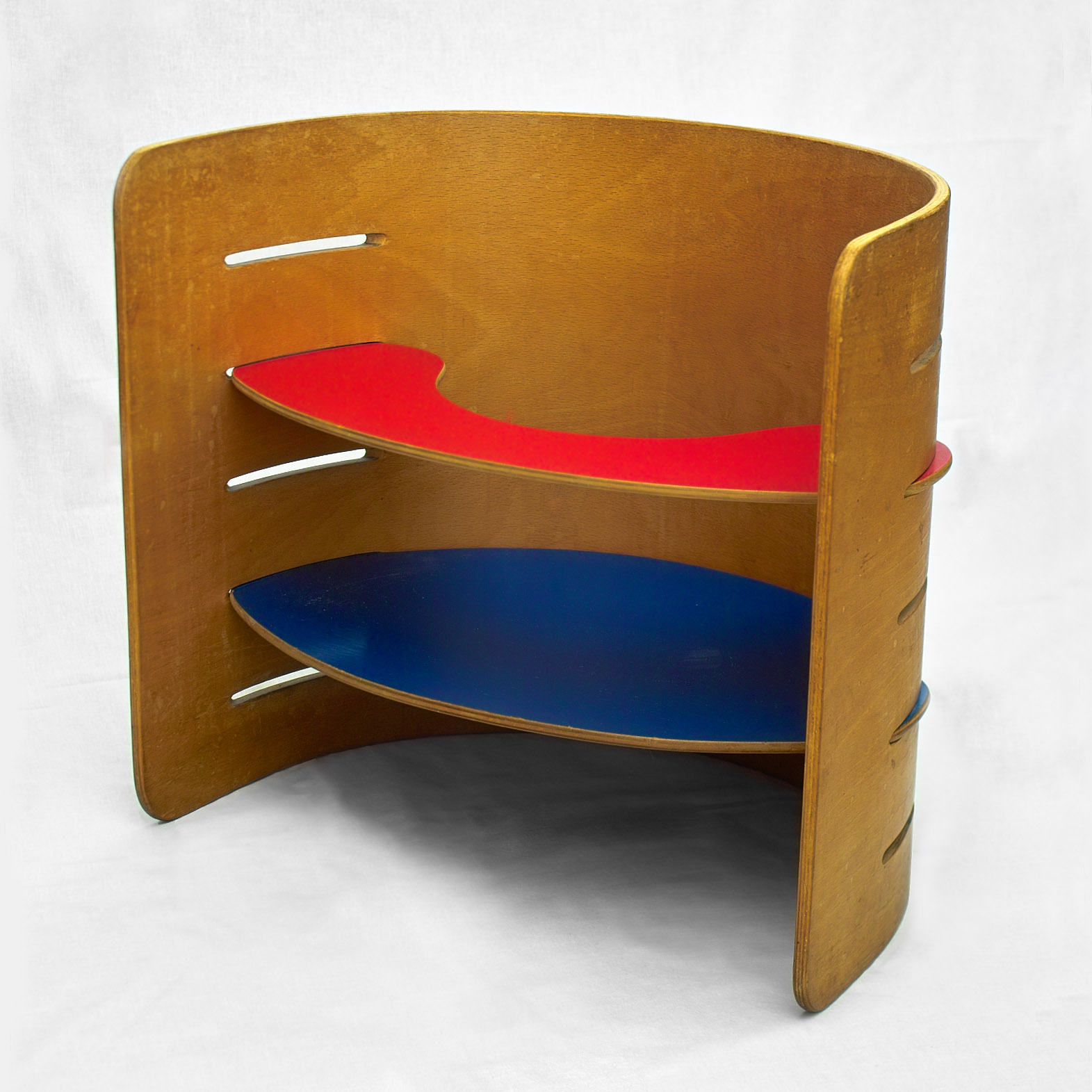